# Gebäudereiniger-Innung Berlin
Die Gebäudereiniger-Innung Berlin ist eine Körperschaft des öffentlichen Rechts. Ihr Zuständigkeitsgebiet umfasst das Bundesland Berlin. Hier fungiert die Innung als Interessenvertretung des Gebäudereiniger-Handwerks.

## Historie
Ihre Vorläufer die „Freie Vereinigung der selbständigen Fensterputzer Berlins und Umgegend“ und die VRUD „Reinigungsinstituts-Unternehmer“ wurden 1901 gegründet. 1924 erfolgte die Umwandlung der Berliner Ortsgruppe der VRUD in eine Innung, bevor beide Berufsorganisationen 1933 unter der Herrschaft des Nationalsozialismus zwangsweise zusammengeführt wurden. Nach dem Zweiten Weltkrieg und der vorherigen Auflösung aller deutschen Gebäudereiniger-Innungen erfolgte 1948/49 im gesamten Bundesgebiet die Neugründung der Organisationen. So auch in Berlin. Mit der Anerkennung des Gebäudereiniger-Handwerks als Vollhandwerk durch den Deutschen Bundestag im Jahr 1953 wurde die Berliner Innung gesetzlich legitimiert. Mit dem Fall der Berliner Mauer und im Zuge der deutschen Wiedervereinigung gibt es in Berlin seit 1990 nur noch eine Innung für das Gebäudereiniger-Handwerk. Die Gebäudereiniger-Innung Berlin zieht in den Ostteil der Stadt nach Prenzlauer Berg und setzt mit dem 1. Mai 1990 einen einheitlichen Tarifvertrag für alle Beschäftigten mit gleichen Löhnen für Ost- und Westberlin durch. Mit der Novellierung der Handwerksordnung im Jahr 2004 ist die Gebäudereinigung ein eintragungsfreies Handwerksgewerbe. Neben dem Meisterzwang für die Eintragung in die Handwerksrolle ist auch die obligatorische Mitgliedschaft in der Gebäudereiniger-Innung Berlin entfallen.

## Mitglieder
Die Gebäudereiniger-Innung Berlin vertritt 120 Betriebe des Gebäudereiniger-Handwerks in der Bundeshauptstadt mit ca. 29.000 Beschäftigten, die einen Jahresumsatz von 524 Millionen Euro erwirtschaften.

## Aufgaben
Zu den Aufgaben der Gebäudereiniger-Innung Berlin zählen neben der Interessenvertretung unter anderem die Fachinformation, Betriebs- und Rechtsberatung ihrer Mitglieder, die Öffentlichkeitsarbeit, Berufsausbildung und Weiterbildung sowie die Mitentscheidung über den Abschluss und den Inhalt von Tarifverträgen.